# Alien: Romulus
Alien: Romulus is een Amerikaanse sciencefictionfilm uit 2024, geregisseerd en mede geschreven door Fede Álvarez en de zevende film in de Alien-franchise. De hoofdrollen worden vertolkt door Cailee Spaeny, David Jonsson, Archie Renaux, Isabela Merced en Spike Fearn.

## Verhaal
De film speelt zich af tussen deel 1 Alien en deel 2 Aliens en vertelt het verhaal over een groep jonge ruimtekolonisten die een verlaten ruimtestation verkennen en daar geconfronteerd worden met gevaarlijke wezens.

## Rolverdeling
| Acteur         | Personage      |
| -------------- | -------------- |
| Cailee Spaeny  | Rain Carradine |
| David Jonsson  | Andy           |
| Archie Renaux  | Tyler          |
| Isabela Merced | Kay            |
| Spike Fearn    | Bjorn          |
| Aileen Wu      | Navarro        |

## Productie
Na de overname van 21st Century Fox door The Walt Disney Company, werd op de CinemaCon 2019 officieel bevestigd dat toekomstige Alien-films in ontwikkeling waren. In maart 2022 werd aangekondigd dat Fede Álvarez de film zou schrijven en regisseren nadat hij zijn eigen verhaal had gepitcht en er werd gezegd dat de film geen verband zou houden met de vorige films in de franchise. In november 2022 was Cailee Spaeny in onderhandeling om de hoofdrol te spelen. In maart 2023 werd Isabela Merced toegevoegd aan de cast en later die maand voegden David Jonsson, Archie Renaux, Spike Fearn en Aileen Wu zich ook bij de cast. In november 2023 werd aangekondigd dat de film zich zou afspelen tussen Alien (1979) en Aliens (1986), waarbij enkele technische crewleden van de laatste film terugkeerden.

### Filmopnames
De belangrijkste filmopnames vonden plaats in Boedapest, Hongarije van maart tot juli 2023.

## Muziek
De filmmuziek werd gecomponeerd door Benjamin Wallfisch.

## Release en ontvangst
Alien: Romulus was oorspronkelijk gepland voor een release op de streamingdienst Hulu, maar dat werd gewijzigd naar een bioscooprelease op 16 augustus 2024 in Noord-Amerika. De film ging op 12 augustus 2024 in wereldpremière in Los Angeles en op 15 augustus in het Verenigd Koninkrijk in première op het Internationaal filmfestival van Edinburgh.
De film kreeg overwegend positieve kritieken van de filmcritici, met een score van 80% op Rotten Tomatoes, gebaseerd op 383 beoordelingen.

### Kassaopbrengsten
Alien: Romulus ging in de Amerikaanse bioscopen in première met de verwachting van een bruto opbrengst in het openingsweekend van 28 à 40 miljoen Amerikaanse dollars in 3885 bioscopen. De film bracht uiteindelijk 41,5 miljoen dollar op in zijn openingsweekend en eindigde daarmee op de eerste plaats aan de kassa. Samen met 66,7 miljoen dollar opbrengsten in de andere gebieden kwam dit op een totaal van 108,2 miljoen dollar wereldwijd.

## Prijzen en nominaties
De belangrijkste:
| Jaar | Prijs              | Categorie                              | Genomineerde(n)                        | Uitslag     |
| ---- | ------------------ | -------------------------------------- | -------------------------------------- | ----------- |
| 2025 | Golden Globe Award | "Cinematic and Box Office Achievement" | "Cinematic and Box Office Achievement" | Genomineerd |